# Українці Шотландії
Українці Шотландії — особи з українським громадянством або національністю, які перебувають на території Шотландії. Задля збереження рідної мови та культури створено громадські організації, існують засоби масової інформації для діаспорян.

## Історія
Про перших українців в Шотландії майже нічого невідомо. Значна імміграція українців відбулася у 1947 році, коли з британської зони окупації у Німеччині були доставлено до табору перших полонених української дивізії СС Галичина, що походили з західноукраїнських областей. Того ж року до Шотландії прибули перші греко-католицькі священники, щоб надати душпастирську опіку українцям. Частково до Шотландії перебиралися українці, що за різними обставинами не бажали повертатися чи жити у Радянському Союзі. В таборах створювалися футбольні команди, хори, ансамблі.
Українська громада Шотландії була досить невеличкою, поступово зростала. Новий етап почався у 1990-х роках, коли розвалився СРСР та постала незалежна Україна. В цей час діаспора поповнювалася з центральної та східної України, зокрема Дніпропетровської області. Нині українська діаспора в Шотландії становить більше 25 000 осіб . Більшість мешкає у столиці Единбурзі, а також у портовому місті Глазго.
У 2015 році в парламенті Шотландії з ініціативи української діаспори проведено виставку, присвячену пам'яті жертв Голодомору 1932—1933 років в Україні.

## Українські громадські організації
Перші організації почали створюватися вже на початку 1950-х років. Свої відділення в Единбургу відкрили Союз українців у Великій Британії та Об'єднання бувших вояків-українців у Великій Британії.
З 1964 року діє Українська громада Шотландії, що входить до Об'єднання українців у Великій Британії. Має 2 відділення — в Единбурзі (на чолі із Ліндою Еллісон) та Глазго (на чолі із Владиславом Шумейком). Загальне керівництво здійснює Михайло Остапко.
Після здобуття Україною незалежності, громада подарувала Українській державі будинок в Единбурзі, де сьогодні розташоване Генеральне консульство України.
В Единбурзі існує відділення Українського клубу у Великій Британії, Український соціальний клуб, відділення Спілки Української молоді, Шотландська фундація «Друзі України».

## Культура
В Единбурзі є український греко-католицький храм святого Андрія Первозванного та Почаївської Божої Матері. При вході на національний меморіальний пагорб Шотландії — Калтон Хілл –1988 року українцями Шотландії встановлено меморіальну дошку з нагоди 1000-річчя християнства в Україні.
В Шотландії розповсюджується «Українська думка», що друкується в Лондоні, журнал «Визвольний шлях» (друкується в Ліверпулі).